# Phyllidia flava
Phyllidia flava é uma espécie de molusco pertencente à família Phyllidiidae.
A autoridade científica da espécie é Aradas, tendo sido descrita no ano de 1847.
Trata-se de uma espécie presente no território português, incluindo a zona económica exclusiva.